# ویلیام کروکس

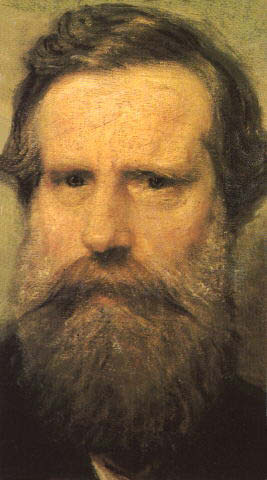

سر ویلیام کروکس (۱۸۳۲–۱۹۱۹) (به انگلیسی: Sir William Crookes) دانشمند و فیزیکدان سرشناس انگلیسی قرن نوزدهم بود. آزمایش‌های وی بر روی تخلیه الکتریکی در گازها منجر به کشف پرتو ایکس و الکترون گردید. از اختراعات وی رادیومتر است.